# Stefan-Peter Greiner
Stefan-Peter Greiner (* 1966 in Stuttgart) ist ein deutscher Geigenbauer.

## Leben und Wirken
Mit 14 Jahren baute Greiner seine erste Geige. Eine Lehre zum Geigenbauer absolvierte er in Bonn, 1995 legte er die Meisterprüfung ab. Parallel zu seiner geigenbauerischen Tätigkeit studierte er Musikwissenschaft, Kunstgeschichte und Phonetik an der Universität zu Köln. Dort lernte er den Physiker Heinrich Dünnwald kennen, mit dem er zwischen 1992 und 2010 mehr als 1000 Geigen akustisch untersuchte. Außerdem führten sie die erste Computertomographie an einer Stradivari durch und analysierten die Hauptbestandteile des Cremoneser Lacks, der von Stradivari und Guarneri verwendet wurde. Ziel war es, den Mythos der altitalienischen Geigen zu entschlüsseln und diese Erkenntnisse dem modernen Geigenbau nutzbar zu machen. Im Jahr 2003 erhielt Greiner dafür den Rheingau Musikpreis.
Im Jahre 2013 verlegte er seine Werkstatt von Bonn nach London, wo er mit mehreren renommierten Experten und Auktionshäusern zusammenarbeitete. Greiner  leitet seit 2018 gemeinsam mit Robert Brewer Young die bedeutende Geigenbaufirma W.E. Hill & Sons, London.
Greiner arbeitet als Geigenbauer mit einem wissenschaftlichen Ansatz und nutzt moderne Techniken wie Frequenzanalyse, Dendrochronologie des Fichtenholzes, Computertomographie und 3-D-Scanning der Instrumente sowie Spektroskopie zur Analyse von Lacken. Er verfolgt in seiner Arbeit die Ideen der Synästhesie und versucht, den Klang und die äußere Gestalt des Instruments in eine Beziehung zu setzen. Er vertritt die Ansicht, dass das bloße Kopieren alter Meisterinstrumente nicht als eine eigenständige künstlerische Tätigkeit angesehen werden kann. Seiner Meinung nach sind nur solche Instrumente Werke im künstlerischen Sinn, welche vom individuellen Charakter und Ausdruckswillen des Erbauers geprägt sind.
Interpreten wie Kyung Wha Chung, Ivri Gitlis, Leonidas Kavakos, Bruno Monsaingeon, Igor Ozim, Christian Tetzlaff, Antje Weithaas (Violine), Kim Kashkashian (Bratsche), Frans Helmerson und Isang Enders (Cello) sowie Musiker renommierter Ensembles (z. B.  Alban Berg Quartett, Hagen Quartett, Kuss Quartett, Parker Quartet, Mandelring Quartett) und zahlreiche Konzertmeister gehören zu seinen Kunden.
Bisher sind über 180 CDs erschienen, die auf Instrumenten von Stefan-Peter Greiner eingespielt wurden.
Bei Auktionen erzielen Greiner-Instrumente Höchstpreise. 2014 erreichte eine seiner Geigen bei einer Versteigerung in New York einen Preis von 95.920 $.
Heute lebt Greiner mit seiner Familie in Zürich.

## Publikationen
- Essays von Stefan-Peter Greiner und Florian Leonhard in: Jean-Baptiste Vuillaume – ein Bildband zum 200. Geburtstag. Jost Thöne, Bocholt 1998, ISBN 3-00-002088-8.
- Brigitte Brandmair und Stefan-Peter Greiner: Stradivari Varnish: Scientific Analysis of his Finishing Technique on Selected Instruments, 2010[2], ISBN 978-3-00-028537-0.